# Franck (månekrater)
Franck er et lille nedslagskrater på Månen. Det befinder sig på Månens forside og er opkaldt efter den tyske fysiker og nobelprismodtager James Franck (1882 – 1964).
Navnet blev officielt tildelt af den Internationale Astronomiske Union (IAU) i 1973. 
Før det blev omdøbt af IAU, hed dette krater "Römer K".

## Omgivelser
Franckkrateret ligger nær den nordlige ende af Sinus Amoris, som er en bugt i den nordlige del af Mare Tranquillitatis. Krateret ligger lige sydøst for Brewsterkrateret, og noget længere syd for Römerkrateret.Lige nord for Franck ligger et par mindre, sammensluttede kratere, og de danner sammen med Franck næsten et fælles nedslagsområde.

## Karakteristika
Dette er et cirkulært, skålformet krater med en skarp rand, som ikke er blevet eroderet af betydning. De indre kratervægge skråner ned til en lille kraterbund i midten.

## Måneatlas
- Billeder af Franckkrateret i LPI-måneatlasset